# 七色ダム
七色ダム（なないろダム）は、三重県熊野市神川町神上にあるダム。七色発電所で水力発電を行っている。
また上流にある池原発電所の下池ともなっており、上池である池原ダム湖との間で揚水発電を行う。堤上には国道169号が通っている。

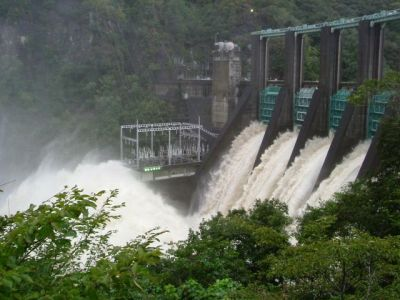
放流中の七色ダム